# Décès en juillet 1946
Décès
- 1942
- 1943
- 1944
- 1945
- 1946
- 1947
- 1948
- 1949
- 1950

Pour une information complémentaire, voir la page d'aide.

| Date        | Nom                 | Pays                 | Activités                                          | Âge | Source |
| ----------- | ------------------- | -------------------- | -------------------------------------------------- | --- | ------ |
| 1er juillet | Frederick Koolhoven | Drapeau des Pays-Bas | Pionnier et constructeur aéronautique néerlandais. | 60  |        |